# Rifargia grisea
Rifargia grisea är en fjärilsart som beskrevs av William Schaus. Rifargia grisea ingår i släktet Rifargia och familjen tandspinnare. Inga underarter finns listade.